# Візавер Віталій Юрійович
Віталій Юрійович Візавер (нар. 22 грудня 1978, Херсонська область, УРСР) — український футболіст, захисник.
Його першим професійним клубом став київський ЦСКА-2 в Першій лізі України. У 1998 році грав за «Рігонду» з Білої Церкви. Пізніше протягом трьох років виступав за армянський «Титан». У 2003 році нетривалий час грав у Росії за «Волгар-Газпром», після чого опинився в івано-франківському «Спартаку». У 2005 році перейшов до «Кримтеплиці», де став одним з лідерів команди, виступаючи за неї протягом семи сезонів. Після закінчення контракту перейшов в краматорський «Авангард».
На професійному рівні зіграв більше 400 матчів.

## Біографія
Народився 22 грудня 1978 року в селі в Херсонській області, де його батьки живуть і понині. Візавер почав займатися футболом саме в Херсонській області, після чого переїхав до Києва. Там він продовжив займатися в Республіканському вищому училищі фізичної культури (РВУФК).

### Початок кар'єра (1996—1998)
У червні 1996 року провів 4 матчі за київський ЦСКА-2 в аматорському чемпіонаті України сезону 1995/96 років. У сезоні 1996/97 років ЦСКА-2 почав виступати в Першій лізі України. ЦСКА-2 став першим професійним клубом в кар'єрі Віталія. 12 серпня 1996 року дебютував у Першій лізі в домашньому матчі на стадіоні ЦСКА проти сєверодонецького «Хіміка» (1:4), Візавер вийшов на 58-ій хвилині замість Олега Хвої. Всього в цьому сезоні Віталій зіграв у 25 матчах, при чому 16 матчів він розпочав в основі. Також він зіграв в 1 матчі Кубку України. Першу половину наступного сезону 1997/98 років провів в ЦСКА-2, зігравши в 9 матчів у Першій лізі і 5 ігор в Кубку України. Всього за ЦСКА-2 провів 34 матчі в Першій лізі.
На початку 1998 року перейшов до «Рігонди» з Білої Церкви, зараз клуб виступає під назвою «Рось». «Рігонда» виступала у другій лізі чемпіонату України. 1 квітня 1998 року дебютував у складі команди у виїзній грі проти СК «Одеса» (2:1). У «Рігонді» провів всього півроку. У другій половині сезону 1997/98 років Візавер провів 15 матчів і забив 1 м'яч (в ворота запорізького «Віктора») і став основним гравцем команди. На початку наступного сезону 1998/99 років провів 4 матчі в Першій лізі. Всього за «Рігондо» зіграв у 19 матчах та забив 1 м'яч, в усіх поєдинках він відіграв по 90 хвилин.

### «Титан» (Армянськ)
Навесні 1999 року перейшов у друголіговий клуб, армянський «Титан». 4 квітня 1999 року дебютував у складі команди у виїзному матчі проти чорноморського «Портовика» (2:0), Візавер почав гру в основному складі, але на 67-ій хвилині був замінений на Андрія Берегуля. У сезоні 1998/99 років провів за «Титан» 7 ігор. У наступному сезоні 1999/00 років Візавер провів 22 матчі у Другій лізі і 3 матчі в Кубку України.
У сезоні 2000/01 років «Титан» посів у Другій лізі 4-те місце, поступившись «Дніпру-3», «Системі-Борекс» та «Оболоні». Візавер в 24 матчах забив 3 м'ячі, у ворота «Гірника-спорту», «Чорноморця-2» та «Черкас-2». У Кубку провів 5 матчів. У наступному сезоні 2001/02 років за «Титан» Візавер провів у Другій лізі 30 матчів, в Кубку України провів 4 гри. Першу половину сезону 2002/03 років провів в «Титані» і зіграв у Другій лізі 15 матчів та 1 гру в Кубку. Всього за «Титан» у Другій лізі провів 98 матчів і забив 3 м'ячі.

### «Волгар-Газпром» та «Спартак» (Івано-Франківськ)
На початку 2003 року перейшов до російського «Волгар-Газпром» з Астрахані. У команді крім Візавера також виступали ще двоє гравців з України: Олексій Гетьман і Володимир Мацігура. У складі команди провів всього 1 матч в Першому дивізіоні Росії, 1 квітня 2003 року проти читинського «Локомотива» (2:1). Візавер в цій грі вийшов в кінці зустрічі, на 80-ій хвилині, замість Віталія Абрамова. Незабаром після цього покинув розташування клубу.
Влітку 2003 року перейшов в івано-франківський «Спартак». 18 липня 2003 року дебютував у складі команди в Першій лізі у виїзному матчі проти вінницької «Ниви» (3:0), Візавер відіграв весь поєдинок. У команді став основним гравцем і провів в сезоні 2003/04 років 27 матчів, в яких забив 1 м'яч (в ворота алчевської «Сталі») у Першій лізі і 2 матчі в Кубку України. Також в цьому сезоні провів 1 гру в складі калуського «Лукора» у Другій лізі. У наступному сезоні 2004/05 років провів за клуб в Першій лізі 30 матчів і забив 2 м'ячі (у ворота хмельницького «Поділля» та харківського «Арсеналу»), в Кубку зіграв у 2 матчах.

### Кримтеплиця
Влітку 2005 року перейшов до «Кримтеплиці» з Молодіжного, яка стала новачком Першій ліги України. Ініціатором переходу Візавера в кримський клуб був Олександр Васильєв, президент «Кримтеплиці». В цей час Віталій навчався в Таврійському національному університеті імені В. І. Вернадського в Сімферополі. Часто буваючи в столиці Криму, він переговорив з керівництвом клубу, який розташований неподалік, і незабаром підписав контракт з «Кримтеплицею». Контракт підписав на правах вільного агента. Головним тренером команди був Олег Лутков, а пізніше деякий час й Анвар Сулейманов, який був головним тренером армянського «Титану», за часів, коли там грав Віталій Візавер. 30 липня 2005 року дебютував у складі команди в Першій лізі у виїзному матчі проти луганської «Зорі» (1:0), Візавер відіграв всю гру і отримав жовту картку в цій зустрічі. Більшу частину другої половини сезону 2005/06 років Віталій пропустив через травму й не проходив передсезонну підготовку. Загалом у цьому сезоні він провів 22 матчі, в яких отримав 1 червону картку в Першій лізі, також зігравши 1 матч у Кубку.
У наступному сезоні 2006/07 років «Кримтеплиця» зайняла 4-те місце в Першій лізі, поступившись «Оболоні», «Закарпаттю» та «Нафтовику-Укрнафті». Візавер зіграв у 29 матчах. У Кубку України клуб дійшов 1/8 фіналу, де поступився сімферопольській «Таврії» (1:2). Візавер у Кубку зіграв у 3 матчах. У листопаді 2007 року брав участь у Кубку Кримтеплиці, і разом з командою виграв турнір. У фіналі «Кримтеплиця» обіграла мелітопольський «Олком» (3:0). Взимку 2008 року команда проходила збори в Туреччині. У сезоні 2007/08 років Візавер зіграв за «Кримтеплицю» 34 гри, в яких забив 2 голи (в ворота овідіопольського «Дністра» та івано-франківського «Прикарпаття»). У Кубку України зіграв 1 матч.
27 липня 2008 року в виїзному матчі проти луганського «Комунальника» (1:2), Візавер забив красивий гол у ворота Миколи Збараха на 39-ій хвилині гри, ударом в дев'ятку (верхній кут воріт). 18 вересня 2008 року в матчі з «Княжою» (1:3), він відіграв лише перший тайм та провів 100-ту гру в футболці «Кримтеплиці». У лютому 2009 року на Кубку Кримтеплиці клуб завоював бронзові нагороди. У матчі за третє місце обіграли ялтинський «Форос» (2:2 основний час і 4:3 в серії післяматчевих пенальті). Всього в сезоні 2008/09 років провів 22 матчі і забив 1 гол у Першій лізі, в Кубку зіграв у 2 матчах. Також в цьому сезоні він грав за фарм-клуб «Кримтеплиці», «Спартак» у чемпіонаті Криму.
У червні 2009 року в опитуванні на офіційному сайті «Кримтеплиці» за звання «Найкращий футболіст клубу протягом 10-ти років» Візавер зайняв 8-ме місце. У лютому 2010 року «Кримтеплиця» стала володарем Кубку Кримтеплиці, в фіналі обігравши бурштинський «Енергетик» (2:0). У сезоні 2009/10 років Візавер провів 30 матчів у Першій лізі, «Кримтеплиця» зайняла 6-те місце в турнірі, як і в минулому сезоні. У Кубку України він провів 3 матчі, в яких забив 1 м'яч. Візавер приніс перемогу в 1/16 фіналу над «Миколаєвом» (0:1), забивши єдиний м'яч в грі. «Кримтеплиця» дійшла до 1/8 фіналу, де поступилася запорізькому «Металургу» (1:2).
24 липня 2010 року в матчі проти армянського «Титану» (2:1), Віталій провів свою 150-ту гру в складі «Кримтеплиці». Влітку 2010 року продовжив контракт з клубом на два роки, до 30 червня 2012 року. У грудні 2010 року в складі «Кримтеплиці» взяв участь у Кубку Кримтеплиці з міні-футболу, в якому команда дійшла до фіналу і обіграла молодіжненський «Спартак» (2:6). У лютому 2011 року брав участь в традиційному турнірі, Кубок Кримтеплиці. Після завершення турніру команда вирушила на збори в Туреччині. 12 травня 2010 року в домашньому матчі проти кіровоградської «Зірки» (1:1), Візавер на 15-ій хвилині забив у власні ворота ударом головою. У сезоні 2010/11 років він провів 18 матчів у Першій лізі та 1 гру в Кубку. «Кримтеплиця» зайняла 4-те місце в Першій лізі.
На початку наступного сезону в чотирьох перших турах Візавер забив 3 голи в 3 турах поспіль (в ворота харківського «Геліоса», армянського «Титану» та бурштинського «Енергетика»). У матчі проти «Енергетика» Віталій також провів свою 250-ту гру в Першій лізі. 13 серпня 2011 року в домашній грі проти алчевської «Сталі», яка закінчилася перемогою тепличників з рахунком (4:1), Візавер на 35-й хвилині зрізав м'яч у власні ворота після удару Ігоря Сікорського. 12 листопада 2011 року в виїзному матчі проти армянського «Титану» (1:2), Віталій Візавер також забив м'яч у свої ворота, м'яч відскочив від його ноги після удару Костянтина Візьонка на 64-ій хвилині.
У лютому 2012 року разом з «Кримтеплицею» виграв Кубок Кримтеплиці, в фіналі обігравши «Енергію» з Нової Каховки з рахунком (5:1). 26 лютого 2012 року в товариській грі проти свердловського «Шахтаря» (0:1), Візавер в кінці матчу, на 90-ій хвилині, забив м'яч у свої ворота. У березні 2012 року разом з командою побував на зборах в Туреччині. У сезоні 2011/12 років «Кримтеплиця» зайняла 5-те місце в Першій лізі, Візавер зіграв в 26 матчах і забив 3 м'ячі. Також в цьому сезоні він двічі (в 3 і 27 турі) потрапив в символічну збірну туру за версією сайту Football.ua. У Кубку зіграв в 1 поєдинок.
Всього за «Кримтеплицю» виступав протягом семи сезонів і зіграв у Першій лізі в 181 матчі та забив 6 м'ячів. За цей час він грав під керівництвом 10 головних тренерів, це: Олег Лутков, Анвар Сулейманов, В'ячеслав Комаров, Олег Федорчук, Олександр Гайдаш, Михайло Дунець, Михайло Сачко, Геннадій Морозов, Олександр Севідов та Микола Федорко. За «Кримтеплицю» він виступав спочатку під 3 номером, а пізніше під 2 номером на футболці. У команді був одним з лідерів, був віце-капітаном. З капітанською пов'язкою виводив «Кримтеплицю» щонайменше в п'яти матчах. За кількістю матчів у складі команди він поступається лише Віталію Саранчукову.

### «Авангард» (Краматорськ)
Після закінчення контракту з «Кримтеплицею» Візавер став вільним агентом і перейшов у краматорський «Авангард». Команда в сезоні 2012/13 років повинна була виступати у Другій лізі, але так як «Нива» (Вінниця) знялася зі змагань «Авангард» зайняв її місце в Першій лізі. Головним тренером в команді був Сергій Шевченко. Віталій також міг перейти в кіровоградську «Зірку». В «Авангарді» виступав також односельчанин Візавера, Олександр Бринько. У команді Віталій взяв футболку з 3 номером.
У складі команди дебютував 14 липня 2012 року в першому турі чемпіонату, в грі проти кіровоградської «Зірки» (0:2), Візавер відіграв всю гру з капітанською пов'язкою. 28 липня 2012 року в третьому турі, в матчі проти київського «Динамо-2» «Авангард» здобув першу перемогу в Першій лізі в своїй історії з підсумковим рахунком (2:0). Віталій Візавер в цій грі забив другий м'яч головою, на 74-ій хвилині у ворота Романа Загладька після подачі кутового. Після цього він був включений в символічну збірну 3-го туру за версією сайту Football.ua. Візавер також потрапив до символічної збірної 7-го туру за версією сайту Football.ua, по закінченню матчу 26 серпня 2012 проти свого колишнього клубу «Кримтеплиця», в якому «Авангард» домашню перемогу на виїзді з рахунком (1:0).

## Стиль гри
Візвер виступає на позиції центрального захисника. Його позитивною якістю є загострення гри в атаці, після проходу по флангах та гра головою. Часто підключається до розіграшів стандартних положень, таких як розіграші з кутових. Візавер був досвідченим захисником, який провів на професійному рівні понад 400 матчів. За цей час він отримав 80 жовтих карток, двічі був видалений після отримання двох попереджень поспіль та одного разу отримав пряму червону картку.

## Особисте життя
Зі своєю майбутньою дружиною Марією він познайомився в Сімферополі, в якому жив під час гри за «Кримтеплицю». Весілля відбулася 20 червня 2009 року під час святкування 10-річчя футбольного клубу «Кримтеплиця». Разом з Марією вони виховують доньку Уляну.
Також Візавери володіють будинком в Красногвардійському районі Криму. Віталій навчався в Таврійському національному університеті імені В. І. Вернадського на факультеті фізичного виховання та спорту.